# Ceratinops uintanus
Ceratinops uintanus là một loài nhện trong họ Linyphiidae.
Loài này thuộc chi Ceratinops. Ceratinops uintanus được Ralph Vary Chamberlin miêu tả năm 1949.